# Муселим (околия Люлебургас)
Муселим (на турски: Müsellim) е село в Източна Тракия, Турция, вилает Лозенград. Околия Люлебургас.

## География
Селото се намира на 10 км южно от Люлебургаз.

## История
Според статистиката на професор Любомир Милетич в 1913 година в Мейсинли (Мюсинли) живеят 80 гръцки семейства.